# Verfassung der Marshallinseln
Die Verfassung der Marshallinseln (en.: Constitution of the Marshall Islands) ist die Verfassung des pazifischen Inselstaates Republik der Marshallinseln. Sie trat am 1. Mai 1979 in Kraft und wurde zuletzt 2005 geändert.
Der Text ist sowohl in Englisch, als auch in Marshallesisch verfasst.

## Geschichte
Bevor die Marshallinseln 1986 unabhängig wurden, entschieden die Marshalleser 1966 ihr eigenes Verfassungs-Gesetz zu gestalten. 1976 wurde die Verfassungsgebende Versammlung mit 46 Delegierten gewählt. Diese Versammlung entwarf die Verfassung von 1979, wobei schon der zukünftige Status der Unabhängigkeit mit bedacht wurde.
Die Verfassung wurde am 1. März 1979 durch das Verfassungsreferendum von 63 % der Stimmberechtigten angenommen.

## Aufbau
Die Verfassung der Marshallinseln mischt Britisches und US-amerikanische Verfassungskonzepte auf Basis des Westminster-Systems, mit einem legislativen Zweig, welcher den exekutiven Zweig begründet, und einem unabhängigen judikativen Zweig.
Die Legislative ist ein Zweikammersystem, welches aus dem Iroijlaplap (Council of Irooij, Versammlung der traditionellen High Chiefs) und dem gewählten Nitijeļā (Parlament, Legislature of the Marshall Islands) zusammensetzt. Die Nitijeļā ist der gesetzgebende Teil der Legislative und besteht aus 33 gewählten Mitgliedern, welche alle vier Jahre gewählt werden. Die Nitijeļā wählt auch aus ihren Mitgliedern die Präsidenten der Marshallinseln und, nach der Nominierung des Präsidenten, weitere Mitglieder des Parlaments für das Kabinett der Marshallinseln. Das Kabinett ist der exekutive Zweig der Legislative und führt die Handlungen der Regierung aus. Das Kabinett ist der Nitijeļā verantwortlich.
Die Judikative besteht aus dem Supreme Court of the Marshall Islands, dem High Court of the Marshall Islands, dem Traditional Rights Court, sowie District Courts und Community Courts.

## Inhalt der Verfassung
- Preamble
- ARTICLE I: SUPREMACY OF THE CONSTITUTION (1–4)
- ARTICLE II: BILL OF RIGHTS (1–18)
- ARTICLE III: MWEO IMON IROIJ (Council of Iroji, 1–11)
- ARTICLE IV: THE LEGISLATURE (1–21)
- ARTICLE V: THE EXECUTIVE (1–12)
- ARTICLE VI: THE JUDICIARY (1–5)
- ARTICLE VII: THE PUBLIC SERVICE (1–11)
- ARTICLE VIII: FINANCE (1–15)
- ARTICLE IX: LOCAL GOVERNMENT (1–2)
- ARTICLE X: TRADITIONAL RIGHTS (1–2)
- ARTICLE XI: CITIZENSHIP (1–3)
- ARTICLE XII: AMENDMENT OF THE CONSTITUTION (1–6)
- ARTICLE XIII: TRANSITIONAL (1–7)
- ARTICLE XIV: GENERAL (1–6)
- Amendment 1
- Amendment 2
- Amendment 35
- Amendment 40